# Max Asam
Max Asam (* 5. März 1936 in Bayerisch Eisenstein; † 6. November 2015 in Kirrweiler) war ein Brigadegeneral der Bundeswehr.

## Biografie
Asam kam 1959 in Marburg zur Panzergrenadiertruppe der Bundeswehr und diente nach der Offizierausbildung als Zugführer und Kompaniechef in Fritzlar und Marburg. Nach Stationierungen als stellvertretender Bataillonskommandeur des Panzergrenadierbataillons 352 in Mellrichstadt und als Bataillonskommandeur des Panzergrenadierbataillons 362 in Walldürn übernahm er 1977 das Panzergrenadierlehrbataillon 92 in Munster und sodann die Lehrgruppe B an der dortigen Kampftruppenschule 2. Asam wurde dann stellvertretender Kommandeur der Panzerbrigade 6 in Hofgeismar und später als Oberst an das für konzeptionelle Entwicklung maßgebende Heeresamt (HA) in Köln berufen, wo er bis 1990 als Inspizient der Infanterie fungierte. In der anschließenden Position als Kommandeur der Panzergrenadierbrigade 5 Kurhessen in Homberg (Efze) wurde er 1994 zum Brigadegeneral ernannt. Asam trat mit Ablauf des Jahres 1994 in den Ruhestand.
Asam war seit 1961 verheiratet und wurde Vater dreier Söhne.